# Alexander Sye Cheong-duk
Alexander Sye Cheong-duk (* 3. September 1937 in Pisan-dong; † 22. Dezember 2001) war römisch-katholischer Weihbischof in Daegu.

## Leben
Alexander Sye Cheong-duk empfing am 6. Januar 1962 die Priesterweihe.
Papst Johannes Paul II. ernannte ihn am 3. Februar 1994 zum Weihbischof in Daegu und Titularbischof von Buffada. Der Erzbischof von Seoul, Stephen Kardinal Kim Sou-hwan, spendete ihm am 8. April desselben Jahres die Bischofsweihe; Mitkonsekratoren waren John Bulaitis, Apostolischer Pro-Nuntius in Korea und Apostolischer Nuntius in der Mongolei, und Paul Ri Moun-hi, Erzbischof von Daegu.
Von seinem Amt trat er am 15. Oktober 2001 zurück.